# ما مسلح به الله اکبریم
ما مسلح به الله اکبریم ترانه‌ای انقلابی، مارش نظامی از پاسداران سپاه در جنگ ایران عراق است که برای سید روح‌الله خمینی داخل حسینیه جماران اجرا شد و بیش از سی سال به‌عنوان تیتراژ برنامهٔ خبری شبکه یک صدا و سیمای جمهوری اسلامی پخش شد. متن سرود برگرفته از فتح مکه به‌دست پیامبر است.

## حذف
انصار حزب‌الله در سال ۱۳۸۴ به حذف این ترانه از تیتراژ اخبار کل شبکه‌های تلویزیون جمهوری اسلامی اعتراض کرد.

## متن سرود
ما مسلح به الله اکبریم - بر صف دشمنان حمله می‌بریم
ما همه پیرو خط رهبریم - بر صف مشرکان حمله می‌بریم
لا اله لا اله لا اله الا الله - لا اله لا اله لا اله الا الله
وحده وحده وحده وحده - انجز انجز انجز وعده
نصر نصر نصر عبده ' لا شریک لا شریک لا شریک له
انجز وعده و نصر عبده / انجز وعده و نصر عبده / الله اکبر خمینی رهبر